# كينيث إس. نوريس
كينيث إس. نوريس (بالإنجليزية: Kenneth Stafford Norris)‏ هو عالم ثدييات ‏ أمريكي، ولد في 11 أغسطس 1924، وتوفي في 16 أغسطس 1998.
قام كينيث س. نوريس وويليام إن ماكفارلاند بوصف حوت الفاكويتا لأول مرة كنوع في عام 1958 بعد دراسة مورفولوجيا عينات الجمجمة الموجودة على الشاطئ. لم يُسمح إلا بعد ما يقرب من ثلاثين عامًا ، في عام 1985 ، أن تسمح العينات الجديدة للعلماء بوصف مظهرهم الخارجي بالكامل.